# Art+Feminism

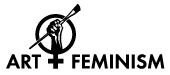
Logo von „Art+Feminism“

Art+Feminism, deutsch „Kunst und Feminismus“, ist ein Edit-a-thon (kollaborativer Schreib- oder Editiermarathon) mit dem Ziel, in Wikipedia Inhalte über Frauen in der Kunst hinzuzufügen sowie Frauen zur Mitarbeit an der Wikipedia zu befähigen. Er wurde 2014 in New York erstmals gestartet und findet weltweit jedes Jahr um den Internationalen Frauentag im März statt.

## Initiatoren

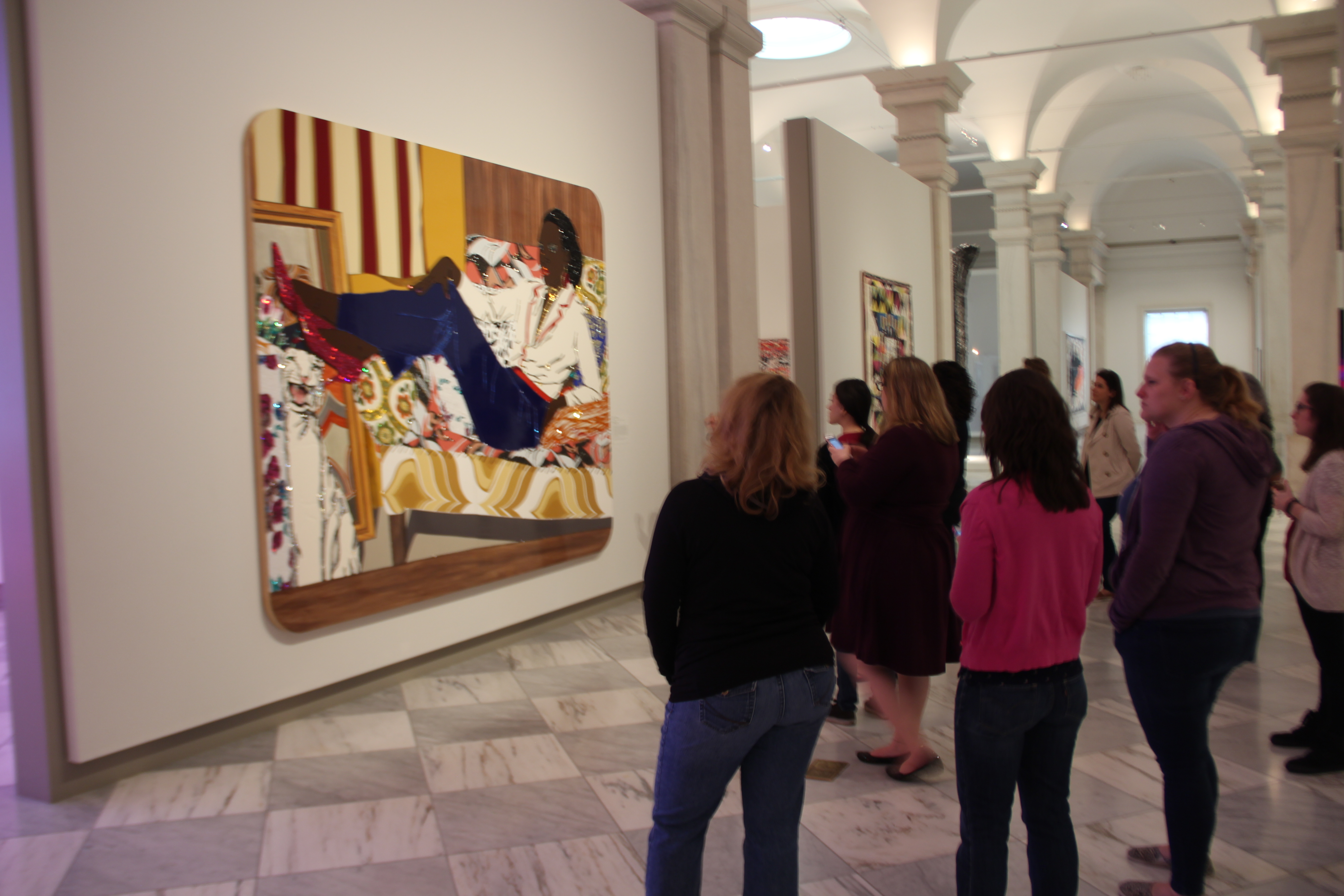
Art+Feminism 2017 im Smithsonian American Art Museum

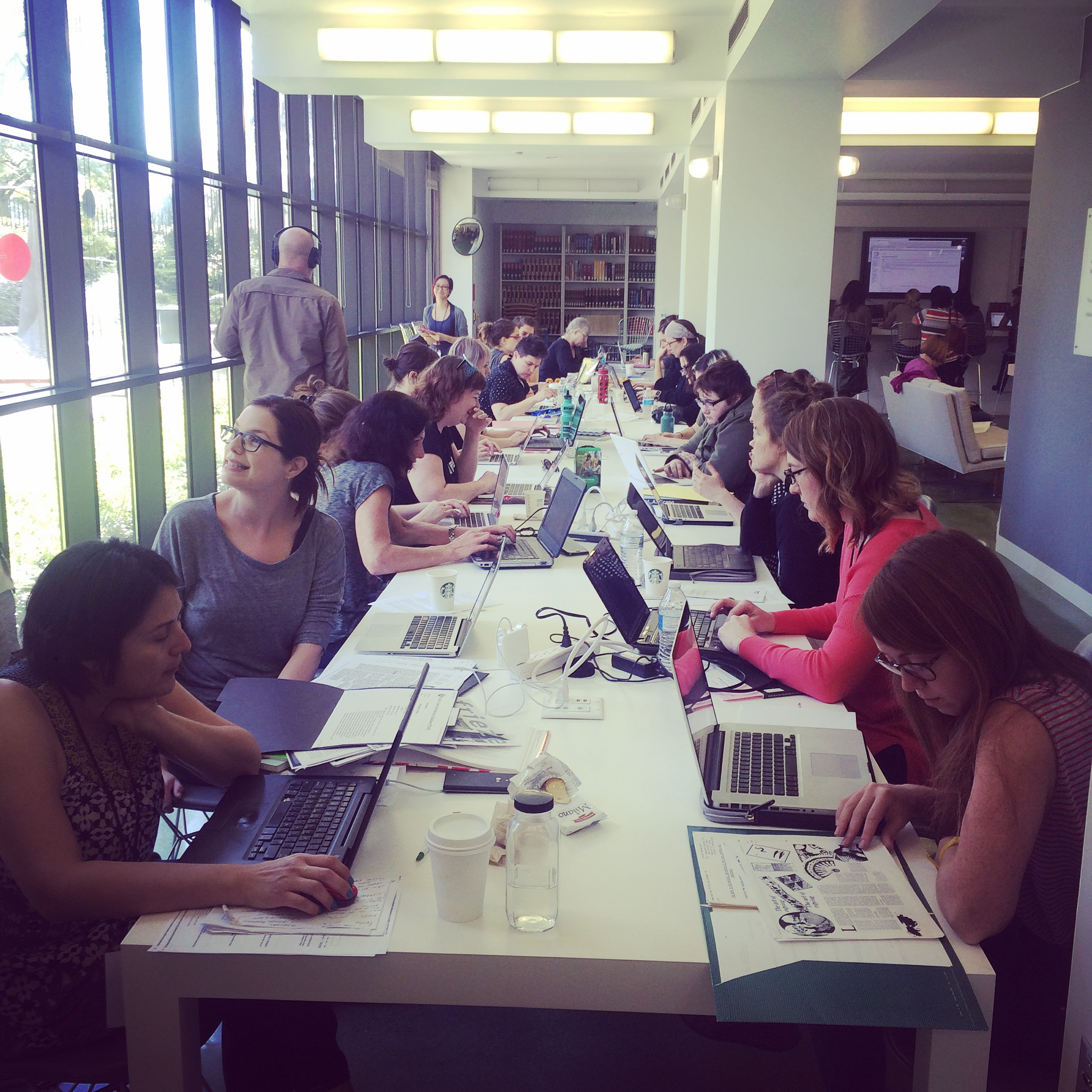
Art+Feminism 2015 im Los Angeles County Museum of Art (LACMA)

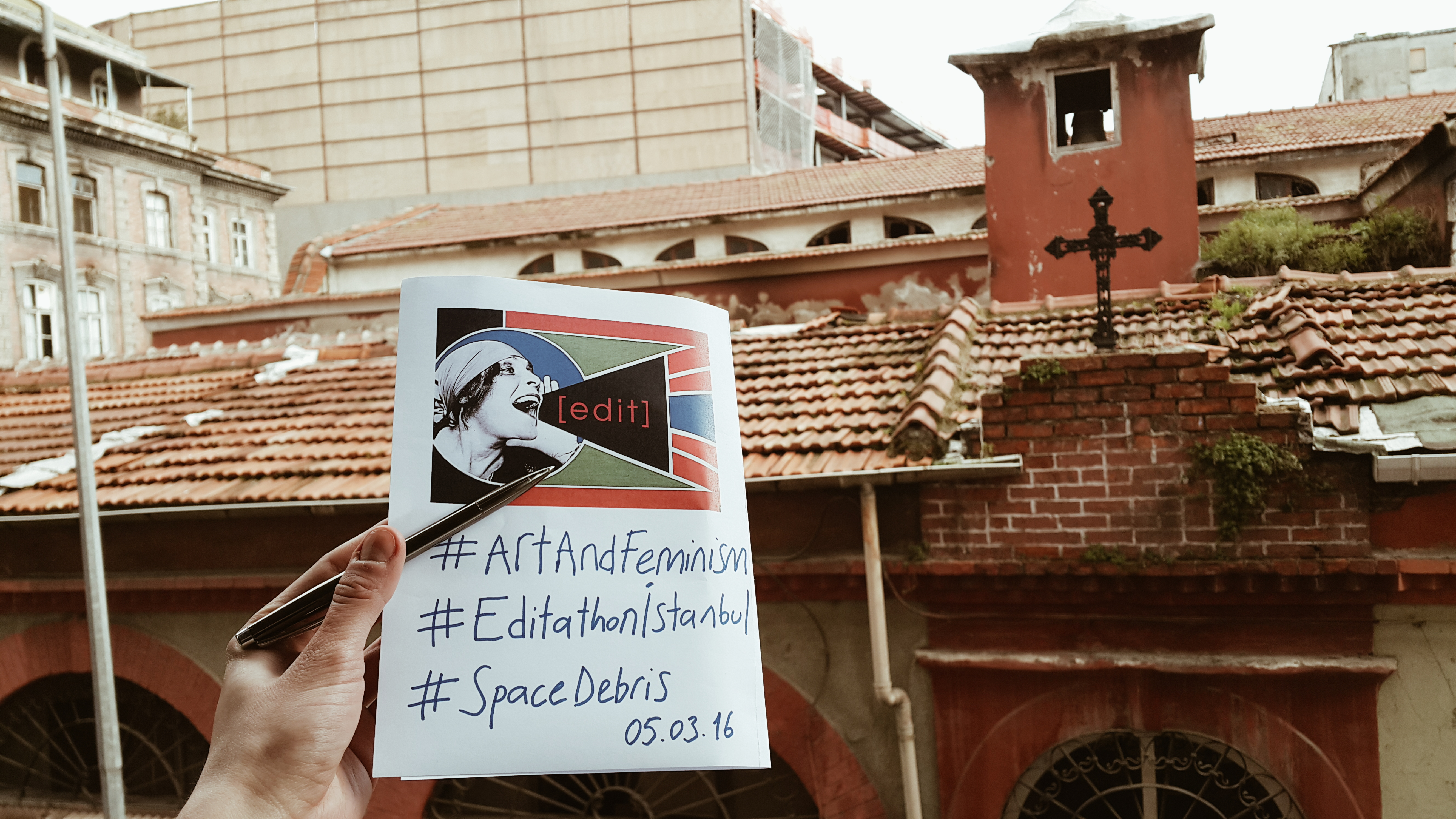
Art+Feminism 2016 in Istanbul

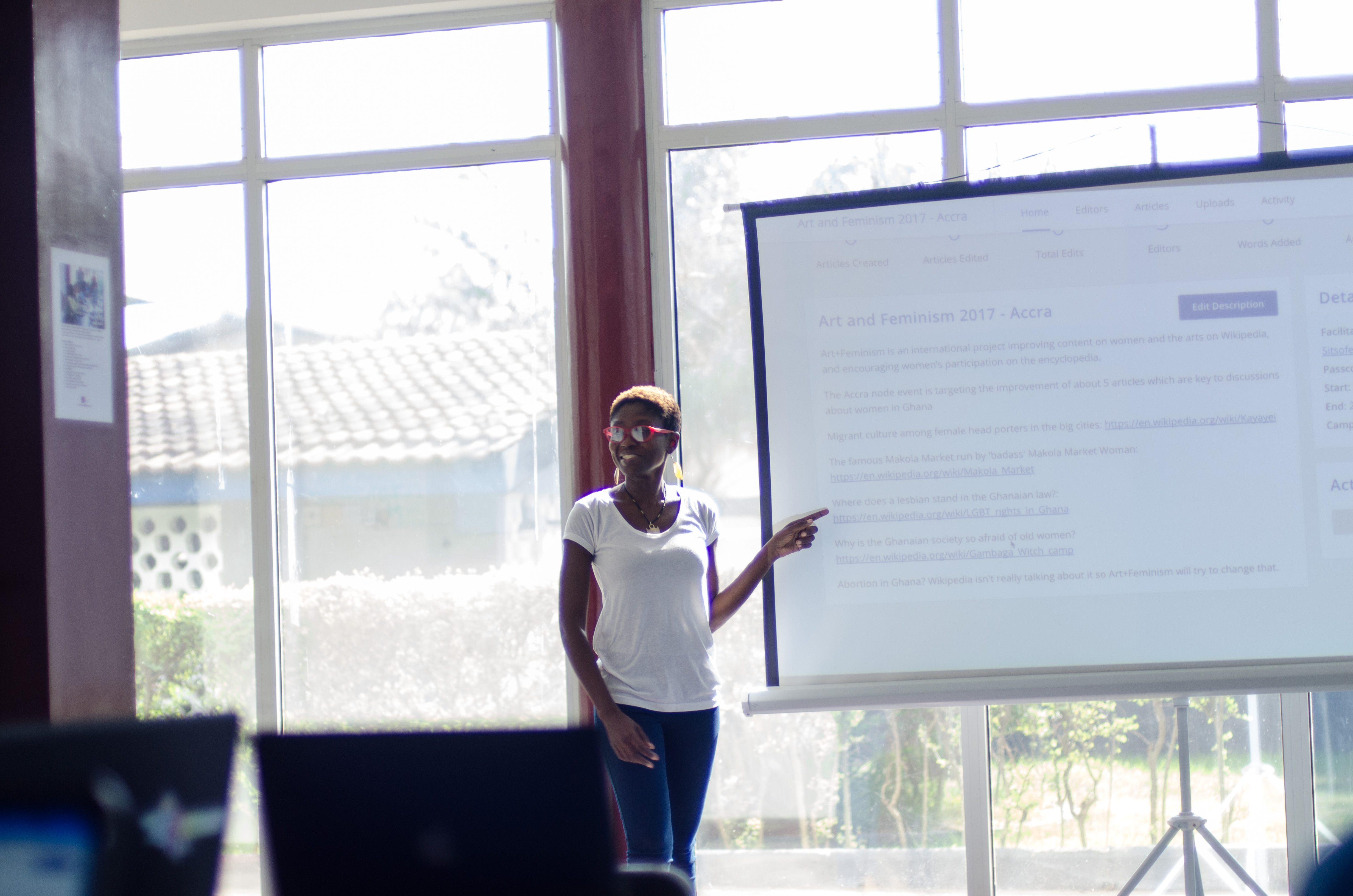
Art+Feminism Workshop in Accra 2017

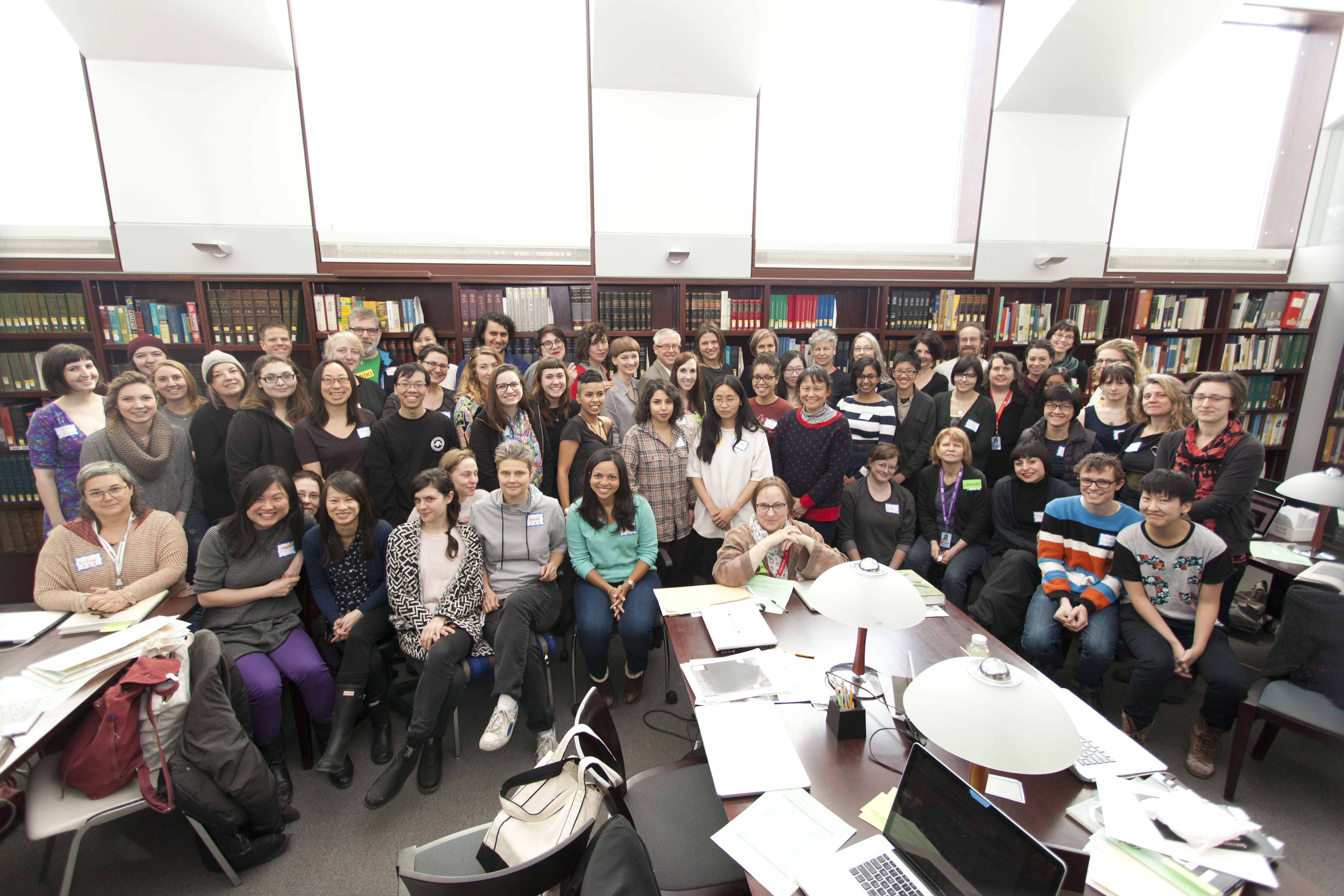
Art+Feminism 2015 in der Art Gallery of Ontario

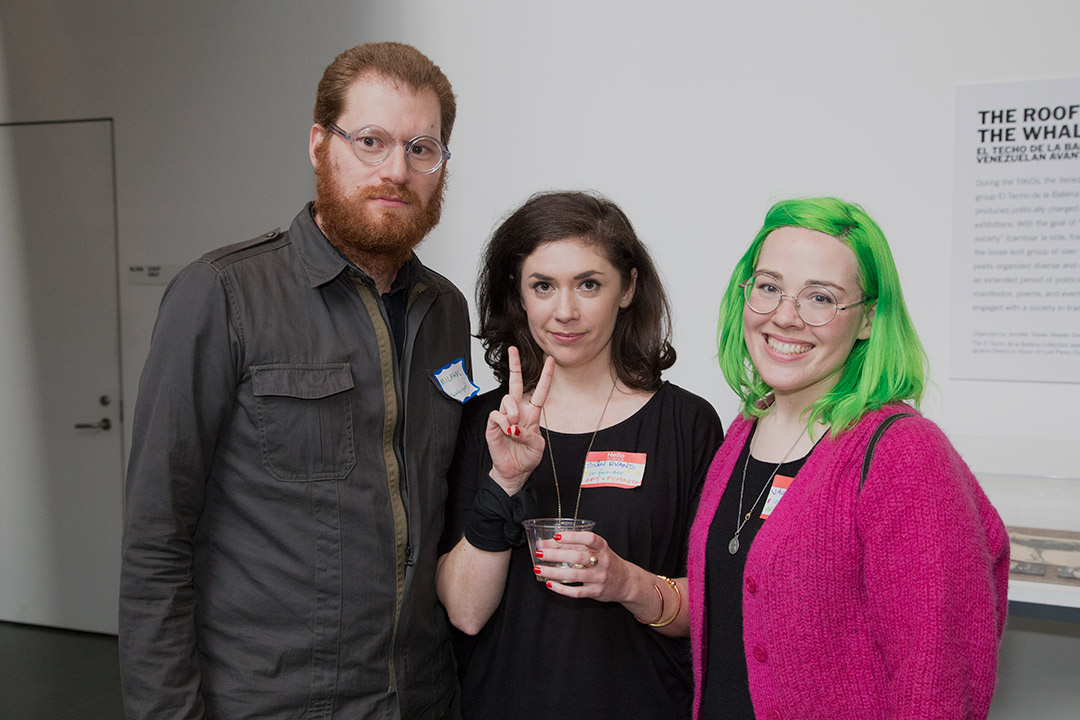
Michael Mandiberg, Sian Evans, Jacqueline Mabey (2016)

Die Idee zu Art+Feminism entstand aus einem Projekt über Frauen und Kunst, das die Bibliothekarin Siân Evans für die Art Libraries Society of North America, ein Ausbildungsinstitut für Bibliothekare, konzipierte. Ihre Ko-Kuratorin Jacqueline Mabey hatte an einer Edit-a-thon-Veranstaltung der Wikipedia 2013 teilgenommen, bei der zu Ehren von Ada Lovelace Artikel über Frauen in Naturwissenschaften, Technik, Mathematik und im Ingenieurwesen geschrieben oder verbessert wurden. Sie sprachen darauf Michael Mandiberg an, ein Künstler und Professor an der City University of New York, der Wikipedia in den Unterricht integriert, und nahmen mit der Kunsthistorikerin und Kuratorin Laurel Ptak Kontakt auf. Das Team wurde verstärkt durch die Dorothy Howard, einer Wikipedian in residence am Metropolitan New York Library Council, und Richard Knipel, Repräsentant der lokalen Wikipedia-Community in New York City.

## Ziel
Edit-a-thons für Wikipedia zielen u. a. darauf ab, die Präsenz und Darstellung über Frauen, Minderheiten, der LGBTQ-Gemeinschaft und anderen in Wikipedia unterrepräsentierten Gruppen zu verbessern. Dabei führen erfahrene Nutzer neue Freiwillige in die Regeln und Syntax zur Bearbeitung von Inhalten ein. Laut einer Studie, die 2011 von der Wikimedia Foundation durchgeführt wurde, sind trotz des angeblich egalitär zugänglichen Formats der Website Wikipedia mehr als neunzig Prozent ihrer Beitragenden männlich. Weniger als fünf Prozent der Superuser – Personen mit mehr als fünfhundert Bearbeitungen unter ihren Namen – sind Frauen. Das Projekt Art+Feminism bekämpft diese „gut dokumentierte geschlechtsspezifische Diskrepanz von Wikipedia“, indem es Frauen einlädt und unterstützt sowie die räumlichen und technischen Ressourcen bereitstellt, die Berichterstattung über Frauen in der Kunst schrittweise zu verbessern. Anlässlich der Einladung zur vierten Veranstaltung im Museum of Modern Art 2017 erklärten die Organisatorinnen: „Wikipedia ist etwas, das uns allen gehört. Es ist keine privat gehaltene Ressource, ihre Inhalte sind nicht von den Launen eines Eigentümers motiviert. Wenn sich eine Regierung an alternative Fakten hält, ist die Verbesserung der Zuverlässigkeit und Vollständigkeit von Wikipedia ein wichtiger Akt des alltäglichen Widerstands.“

## Veranstaltungen
Das Initiatoren-Team und engagierte Frauen und Männer aus den Bereichen Kunst und Kultur haben Art+Feminism mit professionellen Institutionen wie Kunstmuseen, insbesondere das Museum of Modern Art in New York in Kooperation mit Universitäten wie Stanford, Berkeley und Cornell organisiert, finanziell unterstützt von der Wikimedia Foundation. Art + Feminism lehrte die Teilnehmenden best practices für die Bearbeitung einer Wikipedia-Seite. Der Unterrichtsplan wurde mit Open-Source erstellt. Seit 2014 fanden 480 Veranstaltungen auf sechs Kontinenten statt, darunter in Australien, Kanada, Kambodscha, Indien, Neuseeland, und in vielen europäischen Ländern.
Der Schreibmarathon am Internationalen Frauentag 2015 im Museum of Modern Art wurde gleichzeitig in Satellitensitzungen an mehr als 70 Orten weltweit durchgeführt, darunter im Walker Art Center in Minneapolis, im Los Angeles County Museum of Art, in der Art Gallery of Ontario in Toronto und im Stedelijk Museum in Amsterdam. Die Fondation Galeries Lafayette veranstaltete 2014, '15 und '16 einen zweitägigen Art+Feminism-Schreibmarathon in Paris. Im März 2016 organisierte die Tate Gallery of Modern Art in London den Schreibmarathon, um Künstlerinnen in der Sammlung des Museums für die kommenden Generationen online sichtbar zu machen. Weitere teilnehmende Standorte waren u. a. das Smithsonian American Art Museum, die Uffizien in Florenz, die Archives nationales in Paris, die Royal Academy of Arts, die National Library of Wales in Aberystwyth, das Philadelphia Museum of Art, das Carnegie Museum of Art, die Ashesi-Universität in Ghana, das Museo Universitario Arte Contemporáneo in Mexiko-Stadt und das National Museum of Women in the Arts. In New York schloss sich 2016 ein Art+Feminism-Workshop im Solomon R. Guggenheim Museum an.
Die Inhalte, die Teilnehmer der Editier-Veranstaltung erstellten, wurden in einem Koordinationsforum auf Wikipedia erfasst.

## Ergebnisse
2014 zog die Eröffnungskampagne von Art+Feminism in New York 600 Freiwillige zu 30 separaten Veranstaltungen. 101 neue Einträge wurden angelegt, die sich in Umfang und Qualität unterscheiden, und 80 bestehende erweitert. 2016 waren es 1500 Seiten, die bearbeitet, und 2000, die in 175 Veranstaltungen neu geschaffen wurden. Bis 2017 haben 2500 Freiwillige 6500 Artikel über Frauen in der Kunst geschrieben oder ausgearbeitet und verbessert. Die neuen Biografien reichen von den australischen Modernistinnen Ethel Spowers und Dorrit Black, der brasilianischen Konstruktivistin Lygia Clark bis hin zu der katalanischen Malerin Josefa Texidor i Torres sowie den zeitgenössischen Künstlerinnen Xaviera Simmons, Monika Bravo und der afroamerikanischen Bildhauerin Senga Nengudi.

## Rezeption
Das Projekt wurde von Art News als „eine starke, multinationale Leistung“ beschrieben, „welche die schwer abbaubare Tendenz der unverhältnismäßig von und über Männer gemachten Wikipedia korrigieren will“.
Das Magazin Foreign Policy wählte die Initiatoren von Art+Feminism Siân Evans, Jacqueline Mabey, Michael Mandiberg, Laurel Ptak, Dorothy Howard und Richard Knipel zu den 100 „führenden globalen Denkern“ 2014, weil sie den Gender-Gap (Geschlechterabstand) in der Wikipedia berichtigt haben.
Laut Katherine Maher war Art+Feminism  die erfolgreichste der Edit-a-thon-Veranstaltungen von Wikipedia.
Auf Artnet hob Sarah Cascone hervor, dass die größten Kunstinstitutionen der Welt Art+Feminism Editiermarathons veranstaltet haben sowie auch alternative Organisationen wie die Open Foundation West Africa in Accra und Transgender Europe in Berlin.

## Publikation
- Siân Evans, Jacqueline Mabey, Michael Mandiberg: Editing for Equality: The Outcomes of the Art+Feminism Wikipedia Edit-a-thons. In: Art Documentation: Journal of the Art Libraries Society of North America. Band 34, Nr. 2, Herbst 2015, S. 194–203 (englisch; doi:10.1086/683380).